# Macrocnemum
Genre
Macrocnemum est un genre de plantes de la famille des Rubiaceae.

## Liste d'espèces
Selon Catalogue of Life (7 août 2018) :
- Macrocnemum grandiflorum (Wedd.) Wedd.
- Macrocnemum humboldtianum (Schult.) Wedd.
- Macrocnemum jamaicense L.
- Macrocnemum roseum (Ruiz & Pav.) Wedd.
- Macrocnemum stylocarpum H.Karst.
- Macrocnemum tortuosum Herzog

Selon World Checklist of Selected Plant Families (WCSP) (7 août 2018) et The Plant List (7 août 2018) :
- Macrocnemum grandiflorum (Wedd.) Wedd., Ann. Sci. Nat., Bot., sér. 4 (1854)
- Macrocnemum humboldtianum (Schult.) Wedd., Ann. Sci. Nat., Bot., sér. 4 (1854)
- Macrocnemum jamaicense L. (1759)
- Macrocnemum pubescens (Benth.) Wedd., Ann. Sci. Nat., Bot., sér. 4 (1854)
- Macrocnemum roseum (Ruiz & Pav.) Wedd., Ann. Sci. Nat., Bot., sér. 4 (1854)
- Macrocnemum rotundatum Standl., Publ. Field Columb. Mus. (1929)
- Macrocnemum stylocarpum H.Karst. (1859)
- Macrocnemum tortuosum Herzog (1909)

Selon Tropicos (7 août 2018) (Attention liste brute contenant possiblement des synonymes) :
- Macrocnemum candidissimum Vahl
- Macrocnemum cinchonoides (Wedd.) Wedd.
- Macrocnemum coccineum Vahl
- Macrocnemum corymbosum Ruiz & Pav.
- Macrocnemum cubense Griseb.
- Macrocnemum cuencanum Standl.
- Macrocnemum dissimiliflorum (Mutis ex Humb.) Triana
- Macrocnemum exsertum Oerst.
- Macrocnemum glabrescens (Benth.) Wedd.
- Macrocnemum grandiflorum (Wedd.) Wedd.
- Macrocnemum hirsutum Rusby
- Macrocnemum humboldtianum (Roem. & Schult.) Wedd.
- Macrocnemum jamaicense L.
- Macrocnemum lanceolatum Sessé & Moc.
- Macrocnemum latilimbum Standl.
- Macrocnemum longifolium A. Rich.
- Macrocnemum microcarpum Ruiz & Pav.
- Macrocnemum parviflorum Roxb.
- Macrocnemum pastoense H. Karst.
- Macrocnemum pilosinervium Standl.
- Macrocnemum polyphlebium Standl.
- Macrocnemum pubescens (Benth.) Wedd.
- Macrocnemum roseum (Ruiz & Pav.) Wedd.
- Macrocnemum rotundatum Standl.
- Macrocnemum speciosus Jacq.
- Macrocnemum sprucei Rusby
- Macrocnemum stipulaceum Roxb.
- Macrocnemum strictum Roxb. ex Schult.
- Macrocnemum stylocarpum H. Karst.
- Macrocnemum tetrandrum A. Rich.
- Macrocnemum tinctorium Willd. ex Schult.
- Macrocnemum tortuosum Herzog
- Macrocnemum tubulosum A. Rich.
- Macrocnemum venosum Ruiz & Pav.
- Macrocnemum vestitum Standl.